# Ladaux
Ladaux település Franciaországban, Gironde megyében. Lakosainak száma 187 fő (2022. január 1.). Ladaux Montignac, Escoussans, Soulignac, Targon és Porte-de-Benauge községekkel határos.

## Népesség
A település népességének változása:
| Lakosok száma | 234  | 180  | 165  | 186  | 200  | 195  | 195  | 194  | 192  | 187  |
|               | 1968 | 1982 | 1990 | 2006 | 2013 | 2015 | 2017 | 2019 | 2020 | 2022 |